# Торбалъжите
Торбалъ̀жите или нечленувано Торбалъжи е село в Централна България, община Габрово, област Габрово.

## География
Село Торбалъжите се намира на около 8 km изток-югоизточно от центъра на град Габрово и 7 km запад-югозападно от град Трявна, северно край третокласния републикански път III-552 (Габрово – Трявна – Вонеща вода). Разположено е в южните разклонения на Габровските възвишения, непосредствено под билото на възвишението, разделящо Торбалъжите от намиращото се на малко повече от километър север-североизточно село Боженците.
Населението на село Торбалъжите, наброява 136 души при преброяването от 1934 година и намалява на 6 в 1992 година. В 2019 година наброява 13 души.

## История
През 1995 година населеното място колиби Торбалъжите придобива статута на село..
Селото най-вероятно възниква в началото на XV век малко след падането на България под османска власт. Именно по това време са основани и много други селища в района, предимно от бежанци от тогавашната столица Търново. Село Торбалъжи е разположено на главния път между Габрово и Трявна, като през средновековието в него се развиват редица занаяти, характерни за региона.
Три са легендите за името на селото. Първата е свързана с основателя му – Дончо Торбалъжа – сладкодумен козар знаел и разказвал много приказки, песни и смешки. Въображението му било голямо и хората слушали с интерес лакардиите му. „Дончо, хайде извади торбата с лъжите, че да стане весело!“, казвали му и той не чакал да го подканят. Оттам идва името на рода му – Торбалъжите – и на самото селище.
Според друга местна легенда (смятана за най-достоверна за името на селото) в миналото пътят, който водел към с. Жълтеш и Габрово, бил много стръмен. Селяните пътували с волски каруци. За да теглят по-добре добичетата, им закачали по една празна торба на хомота отпред. В стремежа си да си пъхнат главата в торбата, за да хапнат, животните теглели здраво колата. Оттук и приказката за торбата, пълна с лъжи.
Трета легенда е свързана с робските години. Орач си забравил торбата, закачена на дърво. Гладни хайдути я намерили, отворили я с надежда отвътре да вземат нещо за ядене. Оказало се, че има само едно въже. И оттогава: къде ще се срещнат? При торбата, която ги излъгала.
От село Торбалъжите има опълченци участвали в боевете при Шипка и Шейново по време Руско-турската освободителна война.

## Население
Преброяване на населението през 2011 г.
Численост и дял на етническите групи според преброяването на населението през 2011 г.:
|                     | Численост | Дял (в %) |
| Общо                | 16        | 100,00    |
| Българи             | 16        | 100,00    |
| Турци               | 0         | 0,00      |
| Цигани              | 0         | 0,00      |
| Други               | 0         | 0,00      |
| Не се самоопределят | 0         | 0,00      |
| Неотговорили        | 0         | 0,00      |

## Редовни събития
В миналото, седмица преди Великден, в с. Торбалъжи се е провеждал ежегоден събор, наречен Лазарица. Търговци от цялата област разпъвали сергии по поляните над селото, а хората от съседните населени места се хващали на хоро.